# 雨宮伊織
雨宮 伊織（あまみや いおり、1993年8月3日 - ）は、日本の元女性アイドル。妄想キャリブレーションのメンバーとして活動していた。
富山県高岡市出身。血液型O型。秋葉原ディアステージに所属していた。

## 略歴

### 妄想キャリブレーション加入以前
でんぱ組.incをテレビで見て、検索して行き着いたのがディアステージであった。ちょうどバイトを募集していたからおもしろそうで応募してみた。

### 妄想キャリブレーション加入以後
2014年9月15日、SHOWROOMでの冠番組『妄showタイム』内で水城夢子と共に新メンバーとしての加入を発表。
2018年8月9日、Twitchにて『iori×Twitch channel』を開始。
2019年2月23日のライブで妄想キャリブレーションは活動終了となり、自身のブログでは「私は妄想キャリブレーションを最後に、ステージに立つことはありません。」と言及している。

## 人物
- 妄想キャリブレーションでのメンバーカラーはネイビーである。
- 最初にやったゲームは幼稚園の頃のポケットモンスター。[7]
- 趣味はゲームで、公式サイトのプロフィールよると音ゲー・ガンシューティング・パズドラが好きである。[8]

## 作品
所属するグループ・ユニット名義での作品については各グループ・ユニットの記事を参照
「妄想キャリブレーション#作品」

## 出演
「妄想キャリブレーション#出演」も参照

### ネット配信
- 『iori×Twitch channel』（2018年 - 、Twitch）